# Charles O'Rear
 (avril 2014).
Si vous disposez d'ouvrages ou d'articles de référence ou si vous connaissez des sites web de qualité traitant du thème abordé ici, merci de compléter l'article en donnant les références utiles à sa vérifiabilité et en les liant à la section « Notes et références ».
Charles O'Rear (né en 1941), est un photographe américain connu pour ses photos de vignobles et pour l'image de la colline verdoyante incluse dans Windows XP. Cette photographie est considérée comme "la photographie la plus vue de tous les temps ". Microsoft en a fait le fond d'écran par défaut de Windows XP. O'Rear a commencé sa carrière comme photographe pour des quotidiens comme The Kansas City Star, Los Angeles Times, il a travaillé pour le magazine National Geographic, et faisait partie du projet Documentaire de l'Environmental Protection Agency. Il a commencé la photographie de vignobles en 1978.

## Vie et Carrière
O'Rear est né à Butler, Missouri en 1941 et a reçu son premier appareil photo quand il avait dix ans. Il a d'abord voulu être pilote et a obtenu sa licence à l'âge de 16 ans. Il a commencé sa carrière comme journaliste sportif pour le Daily Democrat Butler. En 1962, il rejoint le quotidien The Kansas City Star comme journaliste-photographe et plus tard en 1966, il s'installe à Los Angeles pour rejoindre un autre quotidien, le Los Angeles Times en tant que photographe.

### Au National Geographic
En 1971, le magazine National Geographic a embauché O'Rear pour créer un documentaire sur la vie des villageois russes en Alaska qui se font appeler les « Vieux Croyants ». En 1978, le magazine l'envoie à Napa Valley pour photographier des vignobles. Depuis lors, O'Rear ne cesse de s'intéresser à ce type de photographies. En 1980, il s'est rendu en Indonésie pour son magazine où il a effectué 500 rouleaux de film et a pris 15000 photos. O'Rear est apparu sur la couverture du magazine National Geographic deux fois: une fois comme "Bird Man", pilotant un avion ultra-léger, et plus tard pour une autre photo le montrant tenant une puce d'ordinateur dans sa main. O'Rear a travaillé pour ce magazine pendant plus de 20 ans (1971-1995) et a photographié plus de 30 pays ainsi que chaque État aux États-Unis. Pour le magazine, il a fourni des images sur divers sujets, notamment la Riviera mexicaine, la Sibérie, le Canada, la Silicon Valley et Napa Valley. Tout en travaillant avec le National Geographic, O'Rear a transmis son art, la photographie documentaire pendant 11 ans à l'atelier photographique de Santa Fe.

### Travail pour l'Environmental Protection Agency
De 1972 à 1975, O'Rear faisait partie du projet documentaire de l'Environmental Protection Agency, qui vise à créer un documentaire photographique sur la protection de l'environnement en Amérique pendant les années 1970. Ce projet a été réalisé avec 70 autres photographes dont Bill Strode, Danny Lyon et John H. White. O'Rear est crédité de la plupart des photographies du reportage final. En 1980, il cofonde l'agence de photo, WestLight, avec Craig Aurness, qui a ensuite été rachetée par Corbis en 1998. O'Rear est alors envoyé autour du monde pendant un an pour photographier les grandes régions viticoles.

## Livres
O'Rear a écrit, produit une dizaine de livres photographiques sur les régions viticoles et le vin depuis 1989. Il a également travaillé en tant qu'éditeur de livres, calendriers et affiches  depuis 2001.
1. Napa Valley (1989)
2. Fodor's Wine Country (1995)
3. Cabernet: A Photographic Journey De la vigne au vin (1998) coécrit avec Michael Creedman, Préface par Robert Mondavi
4. Chardonnay: Photographs from Around the World (1999) coécrit avec Michael Creedman
5. Napa Valley: La terre, le vin, le peuple (2001)
6. Belles Caves (2005) coécrit avec Thom Elkjer
7. Vin Places: La terre, le vin, les gens (2005) coécrit avec David Furer
8. Vin Across America: A Road Trip photographique (2007) coécrit avec Daphne Larkin
9. Beringer (2009) coécrit avec Daphne Larkin
10. Napa Valley: La terre, le vin, le peuple (2011)